# Ginástica artística nos Jogos Olímpicos de Verão de 2008 - Equipes femininas
A final das equipes femininas da ginástica artística nos Jogos Olímpicos de Verão de 2008 foi realizada no Estádio Nacional Indoor de Pequim, no dia 13 de agosto.

## Medalhistas
|  | CHN China                                                          |  | USA Estados Unidos                                                                         |  | ROU Romênia                                                                                       |
|  | Cheng Fei He Kexin Jiang Yuyuan Li Shanshan Yang Yilin Deng Linlin |  | Shawn Johnson Nastia Liukin Chellsie Memmel Samantha Peszek Alicia Sacramone Bridget Sloan |  | Steliana Nistor Sandra Izbasa Andreea Acatrinei Gabriela Dragoi Andreea Grigore Anamaria Tamirjan |

## Qualificatória
| Pos. | País               | Total   |
| ---- | ------------------ | ------- |
| 1    | CHN China          | 248,275 |
| 2    | USA Estados Unidos | 246,800 |
| 3    | RUS Rússia         | 244,400 |
| 4    | ROU Romênia        | 238,425 |
| 5    | AUS Austrália      | 235,450 |
| 6    | FRA França         | 233,875 |
| 7    | BRA Brasil         | 233,800 |
| 8    | JPN Japão          | 233,175 |

## Final
| Pos.              | País                    |            |            |            |            | Total   |
| ----------------- | ----------------------- | ---------- | ---------- | ---------- | ---------- | ------- |
| Medalha de ouro   | CHN China               | 46.350     | 49.625     | 47.125     | 45.800     | 188.900 |
|                   | Yang Yilin              | 15.100     | 16.800     |            |            | 188.900 |
|                   | Cheng Fei               | 16.000     |            | 15.150     | 15.450     | 188.900 |
|                   | Jiang Yuyan             |            | 15.975     |            | 15.200     | 188.900 |
|                   | Deng Linlin             | 15.250     |            | 15.925     | 15.150     | 188.900 |
|                   | He Kexin                |            | 16.850     |            |            | 188.900 |
|                   | Li Shanshan             |            |            | 16.050     |            | 188.900 |
| Medalha de prata  | USA Estados Unidos      | 46.875     | 47.975     | 47.250     | 44.425     | 186.525 |
|                   | Shawn Johnson           | 16.000     | 15.350     | 16.175     | 15.100     | 186.525 |
|                   | Nastia Liukin           |            | 16.900     | 15.975     | 15.200     | 186.525 |
|                   | Chellsie Memmel         |            | 15.725     |            |            | 186.525 |
|                   | Samantha Peszek         |            |            |            |            | 186.525 |
|                   | Alicia Sacramone        | 15.675     |            | 15.100     | 14.125     | 186.525 |
|                   | Bridget Sloan           | 15.200     |            |            |            | 186.525 |
| Medalha de bronze | ROU Romênia             | 45.275     | 45.000     | 46.175     | 45.075     | 181.525 |
|                   | Andreea Acatrinei       |            |            |            |            | 181.525 |
|                   | Gabriela Drăgoi         |            | 14.425     |            |            | 181.525 |
|                   | Andreea Grigore         |            |            |            |            | 181.525 |
|                   | Sandra Izbasa           | 15.100     |            | 15.600     | 15.550     | 181.525 |
|                   | Steliana Nistor         | 15.050     | 16.150     | 15.150     | 14.575     | 181.525 |
|                   | Anamaria Tamarjan       | 15.125     | 14.425     | 15.425     | 14.950     | 181.525 |
| 4                 | RUS Rússia              | 45.425     | 46.950     | 44.900     | 43.350     | 180.625 |
|                   | Ksenia Afanasieva       | 15.075     | 14.925     |            | 14.375     | 180.625 |
|                   | Svetlana Klyukina       | 15.150     | 15.575     |            |            | 180.625 |
|                   | Ekaterina Kramarenko    |            |            |            | 15.125     | 180.625 |
|                   | Anna Pavlova            | 15.200     |            | 15.100     | 13.850     | 180.625 |
|                   | Ksenia Semenova         |            | 16.450     | 15.225     |            | 180.625 |
|                   | Lyudmila Grebenkova     |            |            | 14.575     |            | 180.625 |
| 5                 | JPN Japão               | 43.550     | 45.525     | 44.950     | 42.675     | 176.700 |
|                   | Mayu Kuroda             |            | 15.350     | 14.725     |            | 176.700 |
|                   | Kyoko Oshima            | 14.450     | 14.750     |            | 14.450     | 176.700 |
|                   | Yu Minobe               |            |            |            |            | 176.700 |
|                   | Miki Uemura             | 14.475     |            |            |            | 176.700 |
|                   | Yuko Shintake           | 14.625     |            | 15.000     | 14.025     | 176.700 |
|                   | Koko Tsurumi            |            | 15.425     | 15.225     | 14.200     | 176.700 |
| 6                 | AUS Austrália           | 44.150     | 43.575     | 45.900     | 42.775     | 176.400 |
|                   | Georgia Bonora          | 14.625     |            |            | 14.450     | 176.400 |
|                   | Ashleigh Brennan        |            |            | 15.125     | 14.650     | 176.400 |
|                   | Daria Joura             |            | 14.675     |            |            | 176.400 |
|                   | Lauren Mitchell         | 14.700     |            | 15.550     | 13.675     | 176.400 |
|                   | Shona Morgan            | 14.825     | 13.800     | 15.225     |            | 176.400 |
|                   | Olivia Vivian           |            | 15.100     |            |            | 176.400 |
| 7                 | FRA França              | 44.050 (7) | 44.175 (6) | 43.725 (8) | 43.325 (5) | 175.275 |
|                   | Marine Debauve          |            |            | 13.975     |            | 175.275 |
|                   | Laetitia Dugain         |            | 14.725     | 14.750     | 13.925     | 175.275 |
|                   | Katheleen Lindor        | 14.825     | 14.775     |            |            | 175.275 |
|                   | Erika Morel             |            | 14.675     |            | 14.625     | 175.275 |
|                   | Marine Petit            | 14.675     |            | 15.000     | 14.775     | 175.275 |
|                   | Rose-Eliandre Bellemare | 14.550     |            |            |            | 175.275 |
| 8                 | BRA Brasil              | 44.300 (5) | 43.325 (8) | 43.900 (7) | 42.975 (6) | 174.500 |
|                   | Jade Barbosa            | 15.025     | 14.725     | 15.300     | 14.325     | 174.500 |
|                   | Ethiene Franco          |            |            | 13.675     |            | 174.500 |
|                   | Laís Souza              | 14.600     | 14.350     |            |            | 174.500 |
|                   | Daniele Hypólito        |            | 14.625     | 14.925     |            | 174.500 |
|                   | Daiane dos Santos       | 14.675     |            |            | 15.275     | 174.500 |
|                   | Ana Cláudia Silva       |            |            |            | 13.375     | 174.500 |